# اوکیپو اینفریوره
اوکیپو اینفریوره (به ایتالیایی: Occhieppo Inferiore) یک کومونه در ایتالیا است که در استان بیه‌لا واقع شده‌است. اوکیپو اینفریوره ۴٫۰ کیلومتر مربع مساحت و ۴٬۰۰۹ نفر جمعیت دارد و ۴۱۶ متر بالاتر از سطح دریا واقع شده‌است.